# Ministère de la Santé de Gaza
Le ministère de la Santé de Gaza (en arabe : وزارة الصحة الفلسطينية (قطاع غزة))  est l'agence gouvernementale responsable des soins de santé et des services médicaux dans la bande de Gaza des territoires palestiniens occupés. Malgré la prise du contrôle du territoire par le Hamas depuis 2007, le ministère répond avant tout à l'autorité du Fatah, ennemi politique du Hamas.
Le ministère est connu internationalement pour ses rapports très fiables sur les victimes produits pendant les guerres (comme la guerre de Gaza de 2014 et la guerre à Gaza depuis 2023), où il est souvent l'une des seules sources d'informations de ce type.

## Histoire
Les territoires palestiniens (la Cisjordanie et la bande de Gaza) étaient auparavant desservis par un seul ministère de la santé. Depuis la prise de contrôle de Gaza par le Hamas en 2007, le gouvernement du Hamas dans la bande de Gaza a nommé ses propres ministres de la santé, différents de ceux de la Cisjordanie.
Dès 2007, une grève des médecins d'un mois a lieu en raison de différends politiques. Le nouveau gouvernement de Gaza, avec Basem Naim comme ministre de la santé, remplace les directeurs et le personnel des hôpitaux affiliés au Fatah par des fidèles du Hamas. Jomaa Alsaqqa, chirurgien à l'hôpital al-Shifa depuis 20 ans, perd son emploi en raison de son soutien au Fatah et est victime d'arrestations et d'agressions depuis la prise de pouvoir du Hamas. En réponse, NBasem Naim déclare que « les directeurs d'hôpitaux n'ont pas été licenciés pour des raisons politiques : ils ont été licenciés en raison de la corruption managériale, financière et morale dans les hôpitaux ».
En 2023, le directeur général du ministère de la santé de Gaza est Medhat Abbas.
Le 17 novembre 2023, lors de l'invasion israélienne de la bande de Gaza, le directeur de Médecins sans frontières en Palestine déclare que le ministère de la Santé de Gaza a été « décimé » et que le secteur de la santé de Gaza a été « systématiquement détruit ».

## Fiabilité
Depuis la guerre de Gaza, la fiabilité du ministère est fréquemment remise en question du fait de sa proximité avec le Hamas, notamment par les autorités israéliennes et américaines,. Néanmoins le ministère est jugé très fiable par les Nations Unies, l'Organisation Mondiale de la Santé, Human Rights Watch et d'autres organisations non gouvernementales,,,.
De plus, L'Orient-Le Jour et Le Monde émettent un doute quant à la main-mise du Hamas sur le ministère, car le ministère répond avant tout à l'autorité du Fatah,. À titre individuel, Mondoweiss considère que la remise en cause de la fiabilité du ministère n'est qu'une stratégie de déshumanisation afin de légitimer le génocide à Gaza.